# Andreu d'Albalat
Andreu d'Albalat, el seu nom en llatí medieval eclesiàstic va ser Andreas Albalatus fou bisbe de València des de 1248 a 1276. Andreu era germà de l'arquebisbe de Tarragona Pere d'Albalat així com del noble i cavaller Benet d'Albalat,

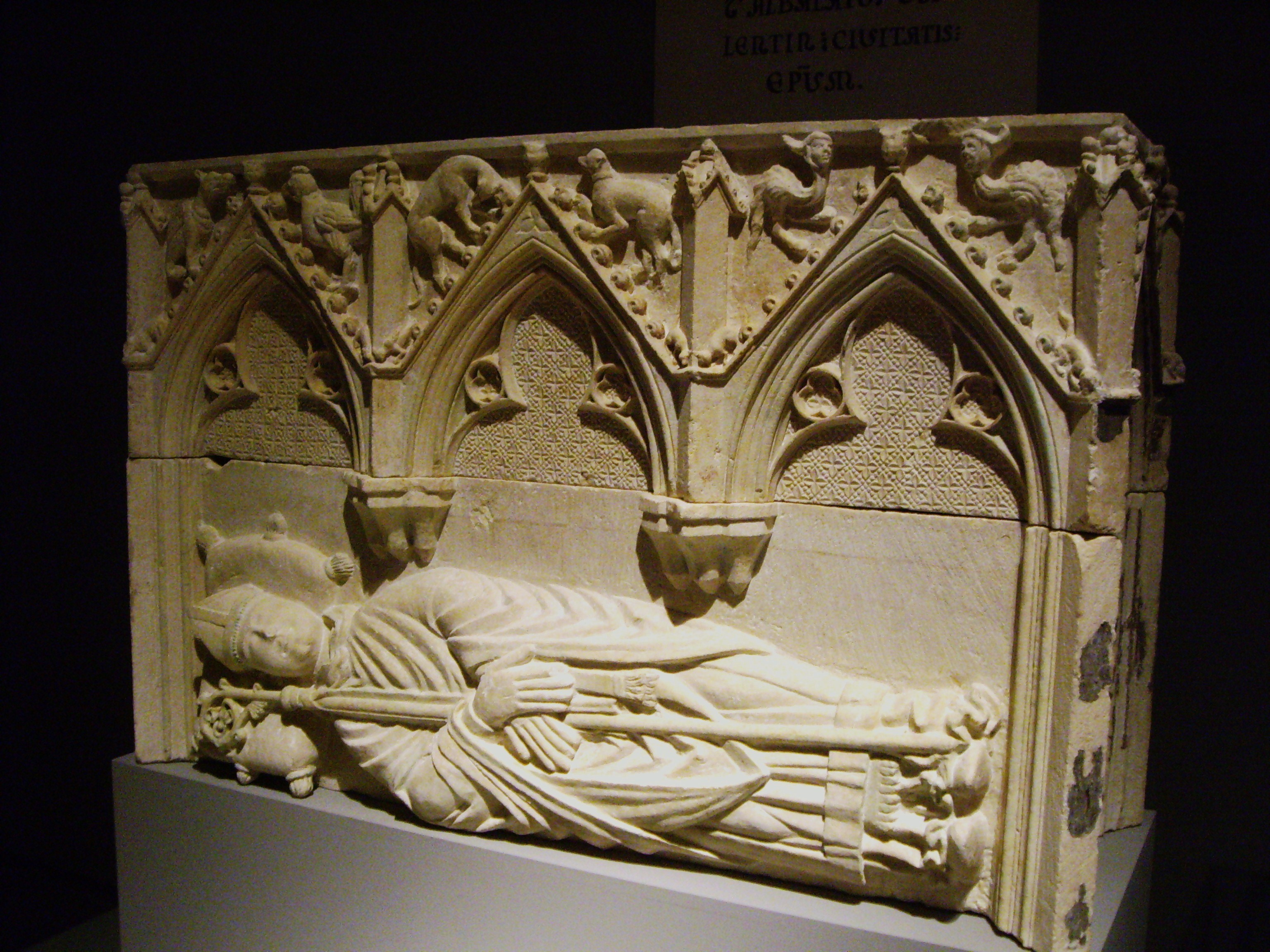
Sepulcre d'Andreu d'Albalat

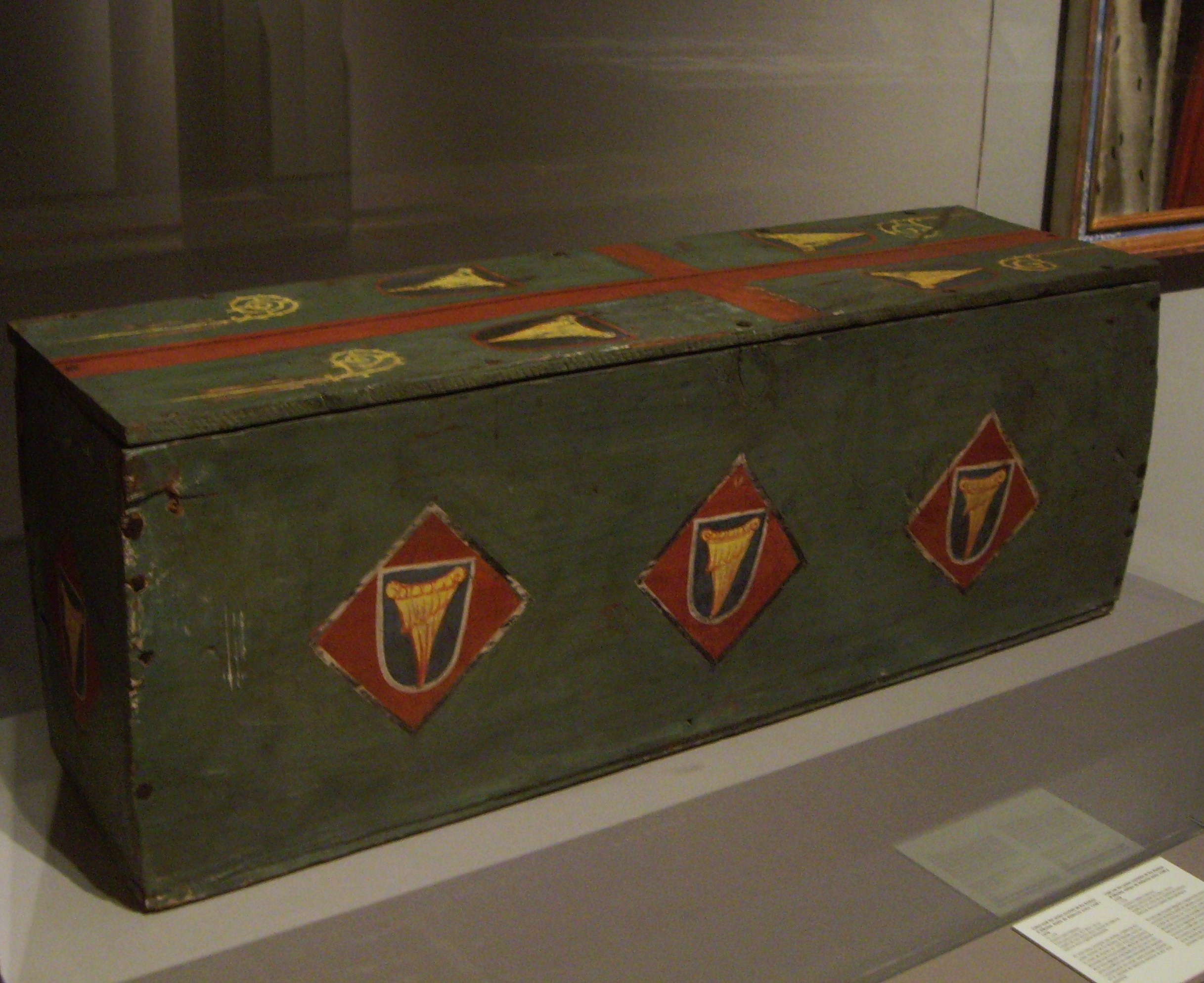
Fèretre d'Andreu d'Albalat

Fou triat el bisbe de València el 4 de desembre de 1248, sent confirmat pel papa Innocenci IV el 25 de febrer de 1249. El seu pontificat, que va durar més de 27 anys, ha estat un dels més llargs de la diòcesi valentina.
Aquest dominicà, oriünd d'una il·lustre família catalana, s'havia format en el convent de Predicadors de València i va haver de reconstruir la diòcesi, encara en període d'assentament darrere de la conquesta jaumina.
Va tindre gran prestigi i creixent protagonisme a València. El rei Jaume I l'anomenà ambaixador, canceller del rei i agent de la seua Corona a Roma. Va intervindre en la comissió encarregada de fixar els límits entre València i Castella. Amb el desig que hi haguera una Seu digna de la ciutat i diòcesi de València, va decidir erigir-ne una de nova construcció, i va col·locar-ne la primera pedra el 22 de juny de 1262.
Va protegir els ordes religiosos, que havien acudit a fundar a València. Va fundar la cartoixa de Portaceli i va patrocinar generosament les obres d'ampliació del convent de Sant Doménec. En 1251, el rei Jaume I va disposar que les normes, usos i costums que s'havien promulgat per al bon govern de València, foren revisades i ordenades. Aquest va ser l'origen del llibre dels Furs.
Andreu d'Albalat morí a Viterbo (Itàlia), on residia el papa Joan XXI, a qui va anar a comunicar-li l'èxit d'una missió diplomàtica que aquest li havia confiat, el 25 de novembre de 1276.
L'any 2008 es va extreure el seu sepulcre, d'estil gòtic, i actualment està dipositat a la capella de Sant Jaume Apòstol de la catedral de València.

## Troba XXIII de Mossèn Febrer
| « | Era en Tarragona Benet d'Albalat Home poderós: Vinguè ab son germà, Que era lo Archébisbe de aquella Ciutat, Gobernant la gent (que aqueste Prelat Pagaba á ses costes) com son Capità Una Ala daurada portaba en lo escut Sobre camp de blau. De llur ascendencia E sa bona sanch, vos teniu sabut, Dels Comptes de Urgell gran part li ha cabut: Son germà menor Bisbe es de Valencia, E alli se ha restat ab gran convenencia. | » |